# میسون ریان
بری گریفیتس (به انگلیسی: Barri Griffiths) (زاده ۱۳ ژانویه ۱۹۸۲) یک کشتی‌گیر حرفه‌ای ولزی است که با نام میسون ریان، در مسابقات کشتی حرفه‌ای شرکت می‌کند. ریان از سال ۲۰۰۷کار خود را در رستلینگ آغاز نمود.وی در کمپانی WWE سابقهٔ حضور در گروه NEW NEXUS را دارد که سی ام پانک سرگروه و دیوید اتانگا و مایکل مک گیلیکاتی ( کورتیس اکسل ) اعضای دیگر آن بودند.